# Unterägypten
Unterägypten (auch Ta-mehu, Ta-mehet, Qebehu; assyrisch Muṣur, Miṣir; arabisch مصر السفلى, DMG Miṣr as-suflā) erstreckt sich vom Mündungsdelta des Nils ab Kairo bis zum Mittelmeer.

## Hintergrund
Das Delta war durch Ablagerungen des sehr fruchtbaren Nilschlammes entstanden und wurde immer von den sieben Armen des Nils durchzogen. Dadurch und durch das eher mediterrane Klima entwickelte sich eine völlig andere Flora als in Oberägypten: Große Grasflächen und Papyrusdickichte boten Lebensraum für viele Tiere wie Vögel und Rinder. Deshalb waren die ersten Bewohner auch wandernde Hirten.
Durch die Nähe zum Meer und damit zu anderen Kulturen wurde Unterägypten schon von diesen beeinflusst, bevor Oberägypten sie durch Handel kennenlernte. Unterägypten wurde bis zur Vereinigung Ägyptens meist von Herrschern fremder Länder oder von Oberägypten regiert. Unter den Pharaonen wurde es in 20 Gaue eingeteilt, die von Gaufürsten verwaltet wurden. In byzantinischer Zeit bildete Unterägypten die Provinz Arcadia und wurde von Alexandria aus verwaltet.

### Etymologie
Die Bezeichnung Unterägypten unterlag keiner festen Begriffszuordnung, sondern hatte aufgrund des vielfältigen Lebensraumes mehrere Benennungen. Ta-mehu bezog sich auf die Funktion des Nildeltas, aus welchem der Nil mit mehreren Seitenarmen in das Mittelmeer mündete. In Ta-mehet ist der mythologische Bezug zum Osirismythos enthalten, wonach Isis im Papyrusdickicht den jungen Horus vor Seth versteckte. 
Qebehu ist wiederum ein Epitheton für die Brutplätze im kühlenden Nildeltagewässer, das auch als allgemeiner Ortsbegriff verwendet werden kann und die nördliche Region des kühlenden Wassers meint. In der Weltkammer vom Sonnenheiligtum des Niuserre erfolgt die Gleichsetzung von Qebehu mit Unterägypten im Zusammenhang der Zugvögel, die aus der kühlen Region nach Unterägypten zum Überwintern ziehen. Außerdem wird Qebehu im Nutbuch als göttliche Region des Nordhimmels und Ort des Urgewässers Nun genannt. In Nuns Schöpfungsfunktion steht Qebehu als Synonym für die Geburts- und Wiedergeburtsvorbereitung in der Sphäre, aus der alles Leben entsprang.

### Die rote Krone
Die oberste Göttin Unterägyptens war Wadjet und das Symbol Unterägyptens war die Rote Krone, welche bei der Reichseinigung zusammen mit der Weißen Krone Oberägyptens zur Doppelkrone der Pharaonen vereinigt wurde.
Ein weiteres Symbol für Unterägypten ist die dort weit verbreitete Papyrus-Pflanze.